# دليل الهرم الغذائي
دليل الهرم الغذائي هو دليل على شكل هرم من الأطعمة الصحية مقسمة إلى أقسام لإظهار الكمية الموصى بها لكل مجموعة غذائية. وقد أعلن عن أول هرم غذائي في السويد عام 1974م. طُرح الهرم الغذائي المعروف على نطاق واسع من قبل وزاة الزراعة الأمريكية في عام 1992م، وتم تحديثه في عام 2005م، ثم استبدل عام 2011م. أكثر من 25 بلدا ومنظمات أخرى قد نشرت أيضا الأهرامات الغذائية.

## الأصل

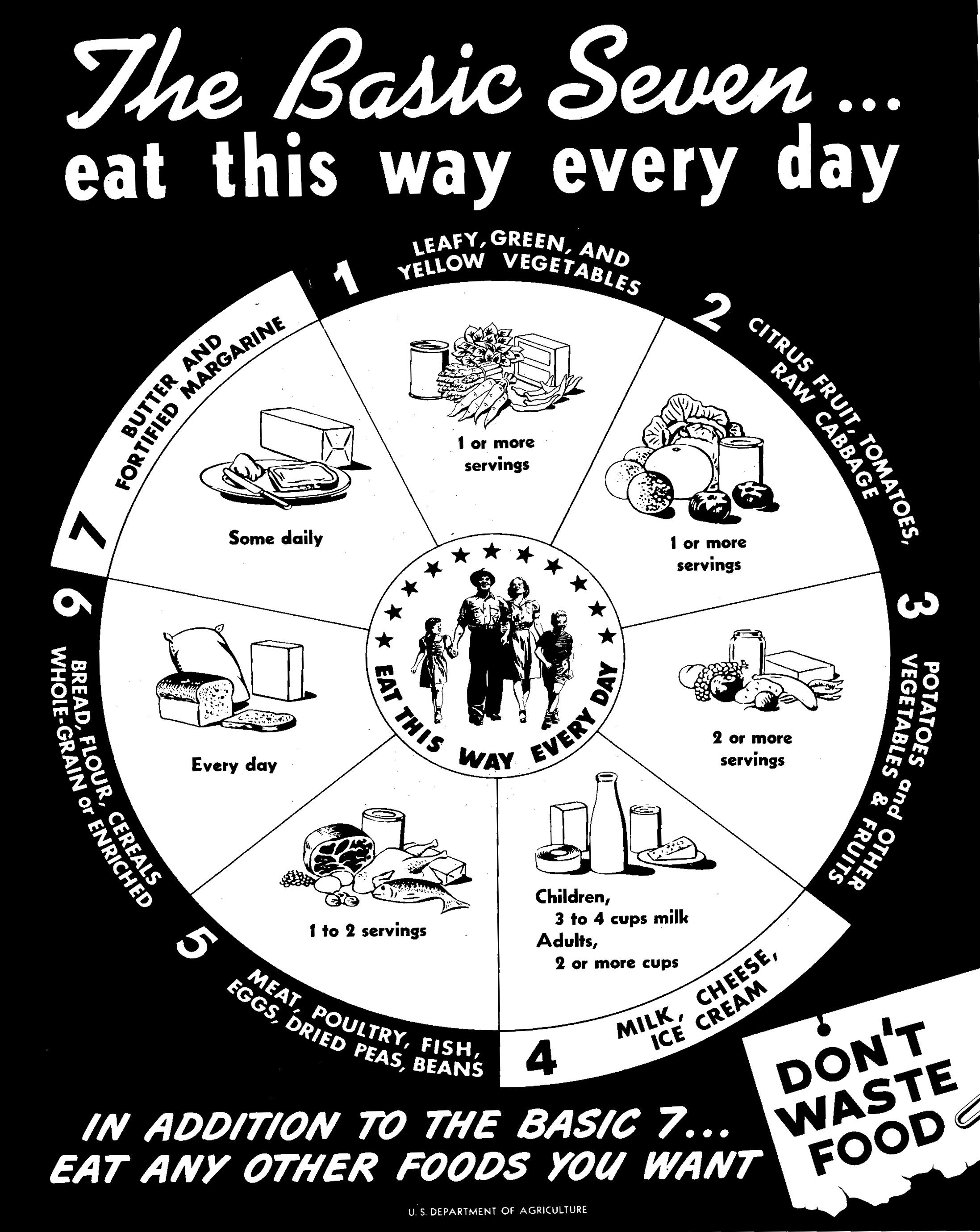
"الأساسيات السبعة" التي وضعتها وزارة الزراعة في الولايات المتحدة

وسط ارتفاع أسعار المواد الغذائية في عام 1972، وضع المجلس الوطني للصحة والرعاية الاجتماعية في السويد فكرة «الأطعمة الأساسية» التي كانت على حدٍ سواء رخيصة ومغذية، و «الأغذية التكميلية» التي تم إضافتها إلى الغذاء مفقودة من المواد الغذائية الأساسية. آنا بريت أغنسيتر Anna Britt Agnsäter ، رئيسة مطبخ الاختبار في فلوريد البوتاسيوم، المستهلكة التعاونية التي عملت مع المجلس، عقدت محاضرة حول كيفية توضيح هذه المجموعات الغذائية العام القادم. اقترح Attendee Fjalar Clemes عرض الأغذية الأساسية في قاعدة المثلث. وضعت Agnsäter الفكرة في أول هرم غذائي، والذي تم عرضه للناس في عام 1974 في مجلة KF's في آي. تم تقسيم الهرم إلى الأغذية الأساسية في القاعدة، بما في ذلك الحليب والجبن والسمن والخبز والحبوب والبطاطس، وقسم كبير من الخضراوات والفواكه التكميلية، وفي القمة اللحوم التكميلية والأسماك والبيض. تنافس الهرم مع «الدائرة الغذائية» للمجلس الوطني، KF التي رأت إشكالية في كونها تشبه الكعكة المقسمة إلى سبع شرائح، ولكونها لا تشير إلى مقدار كل من المواد الغذائية التي يجب أن تؤكل. في حين أن المجلس نأى بنفسه عن الهرم، واصلت KF الترويج له، ووضعت الأهرامات الغذائية في البلدان الإسكندنافية الأخرى، وكذلك ألمانيا الغربية واليابان وسيريلانكا. وضعت الولايات المتحدة في وقت لاحق أول هرم غذائي في عام 1992. والتي تمكنت أيضاً من دلالة الصيغة العلمية، مما يدل على كمية الطاقة، انظر الأرقام من الهرم الغذائي أو الكتلة الحيوية من الهرم الغذائي.

## الهرم الغذائي من منظمة الصحة العالمية WHO ومنظمة الأغذية FAO
منظمة الصحة العالمية، بالتعاون مع منظمة الأغذية والزراعة، نشرت المبادئ التوجيهية التي يمكن أن تكون ممثلة بشكل فعال في الهرم الغذائي والتي تهدف لمنع السمنة والأمراض المزمنة وتسوس الأسنان والتي تعتمد على التحليل الذاتي  على الرغم من أنها وضحتها بجدول بدلا من «الهرم». الهيكل يتشابه في بعض النواحي مع الهرم الغذائي لوزارة الزراعة الأمريكية USDA ، ولكن هناك فروق واضحة بين أنواع الدهون، والتمييز بصورة أكثر دراماتيكية حيث يتم تقسيم الكربوهيدرات على أساس السكريات البسيطة مقابل السكريات في شكلها الطبيعي. يتم اختيار بعض المواد الغذائية بعيداً عن التأثير على قضايا هدف «الهرم» المقصود بالعنوان، بينما في مراجعة لاحقة، تم حذف بعض التوصيات لأنها تتبع تلقائياً من توصيات أخرى في حين يتم إضافة الفئات الأخرى من الداخل. ونقلت التقارير هنا شرح على أنه لا يوجد فيها الحد الأدنى المذكور في الجدول أدناه، وليس هناك شرط لهذه المغذيات في النظام الغذائي.
| العامل التغذوي                               | توصيات WHOعام 1989                                   | التوصيات المشتركة بين WHO/FAO عام 2002 |
| -------------------------------------------- | ---------------------------------------------------- | -------------------------------------- |
| إجمالي الدهون                                | 15 – 30%                                             | 15 – 30%                               |
| الأحماض الدهنية المشبعة (SFAs)               | 0–10%                                                | <10%                                   |
| الأحماض الدهنية المتعددة غير المشبعة (PUFAs) | 3–7%                                                 | 6–10%                                  |
| أوميغا 6 (n-6 PUFAs)                         |                                                      | 5–8%                                   |
| أوميغا3 (n-3 PUFAs)                          |                                                      | 1–2%                                   |
| الأحماض الدهنية المتحولة                     |                                                      | <1%                                    |
| الأحماض الدهنية غير المشبعة الأحادية (MUFAs) |                                                      | حسب الفرق                              |
| إجمالي الكربوهيدرات                          | 55–75%                                               | 55–75%                                 |
| السكريات البسيطة                             | 0–10%                                                | <10%                                   |
| الكربوهيدرات المعقدة                         | 50–70%                                               | لايوجد توصية                           |
| بروتين                                       | 10–15%                                               | 10–15%                                 |
| كولسترول                                     | 0-300ملغ/اليوم                                       | <300ملغ/اليوم                          |
| كلوريد الصوديوم (ملح الطعام)                 | <6غ/اليوم                                            | <5غ/اليوم (<2غ /اليوم)                 |
| الفواكه والخضار                              | ≥400غ/اليوم                                          | ≥400غ/اليوم                            |
| البقول والمكسرات والبذور                     | 30غ/اليوم (كجزء من ال 400 غرام من الفاكهة والخضروات) |                                        |
| إجمالي الألياف الغذائية                      | 27-40غ/اليوم                                         | من الأطعمة                             |
| NSP                                          | 16-24غ/اليوم                                         | من الأطعمة                             |

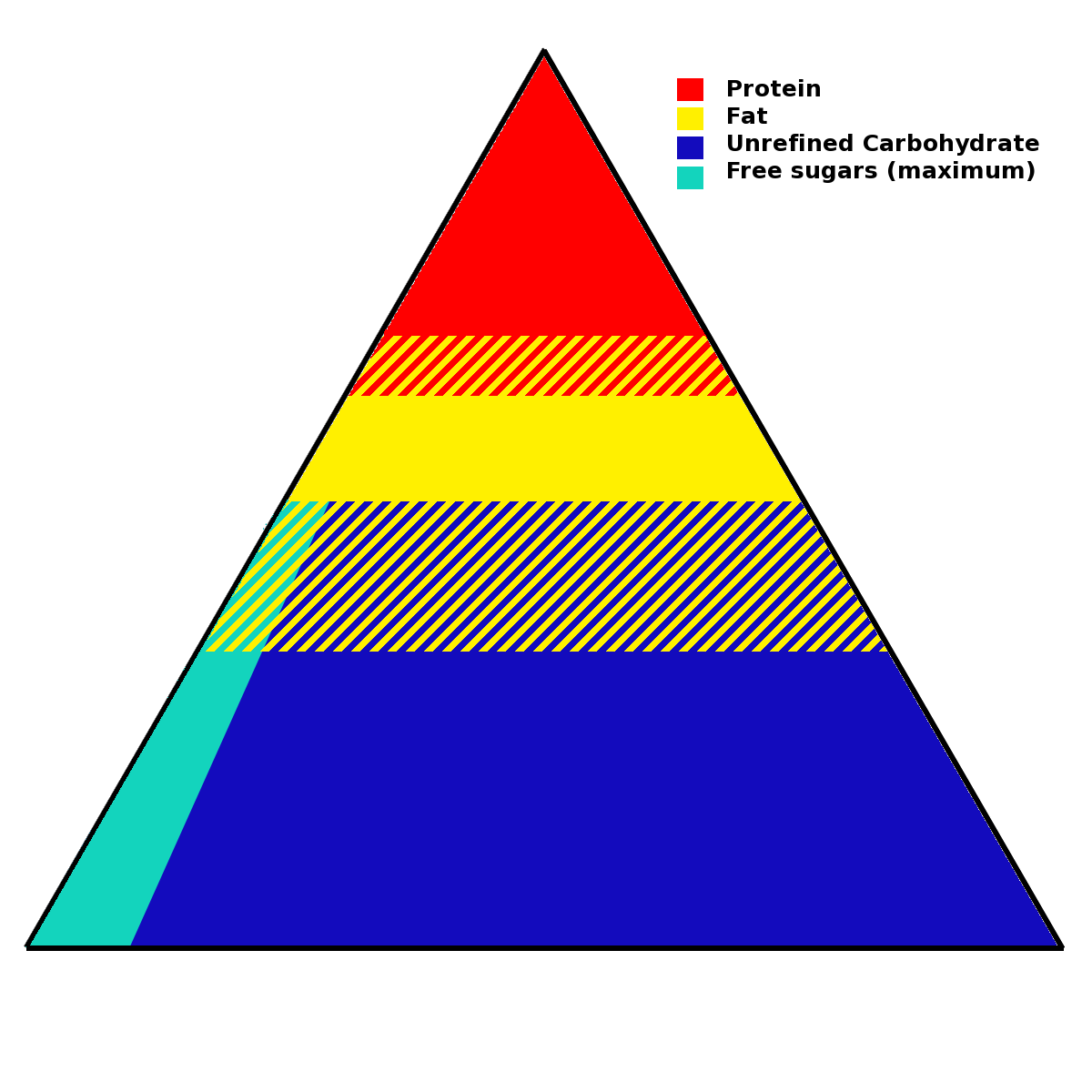
تمثيل مبسط لـ"الهرم الغذائي" عام 2002 للتوصيات المشتركة بين منظمة الصحة العالمية / منظمة الأغذية والزراعة

التمثيل كهرم ليس دقيق، وينطوي على اختلافات في النسب البديلة من العناصر المختلفة، ولكن الأقسام الرئيسية يمكن أن تكون ممثلة. علماً أن النسب المئوية الواردة فيه بواسطة الطاقة (جول أو سعرات حرارية) وليس عن طريق الوزن، ومن هنا السكريات البسيطة، على سبيل المثال، هي، بالتعريف، مكررة بشكل أكثر، وينبغي أن تكون أقل بكثير من 10% من كمية الطعام عند قياسها مقابل الكربوهيدرات الأخرى (تلك التي لا تزال في شكلها الطبيعي).

## الهرم الغذائي لوزارة الزراعة الأمريكية USDA

### التاريخ

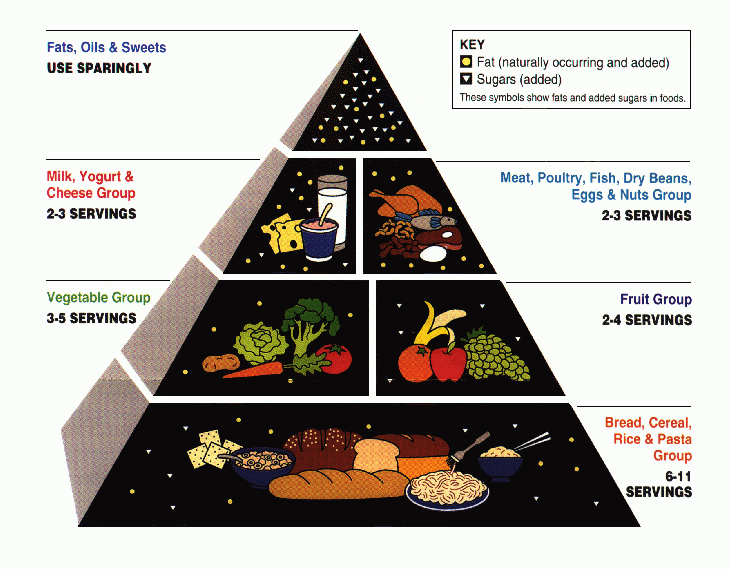
الهرم الغذائي لوزارة الزراعة الأمريكيةعام 1992.

وزارة الزراعة وتحديث الهرم الغذائي من عام 2005، (هرمي).

أنشأت وزارة الزراعة الأمريكية الهرم الغذائي في عام 1992 ويقسم إلى ستة أقسام أفقية تحتوي على وصف للأطعمة لكل مجموعة غذائية. تم تحديثه في عام 2005 مع أوتاد عامودية ملونة بدلاً من الأفقية وتسمية جديدة (هرمي MyPyramid). هرمي (MyPyramid) كثيراً ما عُرض مع صور غذاء غائبة، وخلق تصميم أكثر تجريداً. في محاولة لإعادة هيكلة المبادئ التوجيهية للغذاء والتغذية، وتحركت وزارة الزراعة الأمريكية من برنامجها الجديد (طبقي طبقي الصحي)في يونيو عام 2011. وينقسم (طبقي) إلى أربعة أجزاء مختلفة الحجم قليلاً، الفواكه والخضار تأخذ نصف مساحة الطبق، الحبوب والبروتين تشكل النصف الآخر. الخضار والحبوب هي الحصة الأكبر بين الأربعة.

### المجموعات الغذائية
- الخضار

الخضروات هي جزء من النبات التي يستهلكها البشر والتي هي عموماً لذيذة ولكن ليست حلوة. الخضار لا تعتبر من الحبوب، الفواكه، المكسرات، التوابل، أو الأعشاب. على سبيل المثال، الساق، الجذر، الزهرة، الخ.ربما يؤكل مثل الخضار. الخضروات تحتوي على العديد من الفيتامينات والمعادن، ولكن الخضروات المختلفة تحتوي على مكونات مختلفة، لذلك من المهم تناول تشكيلة واسعة من الانواع. على سبيل المثال، تحتوي الخضورات الخضراء عادة على فيتامين A ، والخضار البرتقالية الداكنة والخضراء الداكنة تحتوي على فيتامين C ، والخضار مثل البروكلي والنباتات التي تشبهها تحتوي على الحديد والكالسيوم. الخضروات منخفضة جداً في الدهون والسعرات الحرارية، ولكن المكونات المضافة في إعدادها تساهم غالباً في إضافتها.
- الفواكه

من مواصفات الغذاء (بدلاً من علم النبات)، الفواكه هي أجزاء البذور الحاملة للنباتات حلوة المذاق، أو الأجزاء الحلوة أحياناً من النباتات التي لا تحمل بذور. وتشمل التفاح، البرتقال، الخوخ، الموز، الخ. الفواكه منخفضة في السعرات الحرارية والدهون وتشكل مصدراً للسكريات الطبيعية، والألياف والفيتامينات. عند تجهيز الفواكه في المعلبات أو في صنع العصائر قد تُضاف السكريات وتُزال المواد الغذائية. يتم الجمع أحياناً بين مجموعة الفاكهة الغذائية ومجموعة الخضار. علماً بأن عدد هائل من النباتات المختلفة التي تنتج بذور تعتبر فواكه في علم النبات. وهناك عدد من الفواكه النباتية وفقاً للعرف لا تعتبر فواكه وذلك لأنها تفتقر إلى الطعم الحلو المميز، على سبيل المثال، الطماطم أو الأفوكادو.
- الزيوت

ينصح الهرم الغذائي باستهلاك الدهون وبشكل معتدل. الزبدة والزيوت هي أمثلة على الدهون. ويمكن العثور على مصادر صحية للدهون في الأسماك، المكسرات، وبعض الفواكه والخضروات، مثل الأفوكادو.
- الألبان

يتم إنتاج منتجات الألبان من حليب الثدييات، معظم الأحيان ولكن ليس حصراً الماشية. وهي تشمل الحليب والزبادي والجبن. الحليب ومنتجاته المشتقة منه هي مصدر غني للكالسيوم، ولكن أيضاً توفر البروتين والفوسفور وفيتامين A وفيتامين D. ومع ذلك، العديد من منتجات الألبان غنية بالدهون المشبعة والكولسترول بالمقارنة مع الخضروات والفواكه والحبوب الكاملة، وهذا سبب اعتماد المنتجات منزوعة الدسم كبديل. للبالغين، ينصح بتناول ثلاثة أكواب من منتجات الألبان يومياً.
- اللحوم والبقول

اللحوم هي نسيج- عادة العضلات- الحيوانات التي يستهلكها البشر. وبما أن أغلب أجزاء العديد من الحيوانات صالحة للأكل، فهناك تشكيلة واسعة من اللحوم. اللحوم هي مصدر رئيسي للبروتين، وكذلك للحديد والزنك وفيتامين B12. اللحوم والدواجن والسمك تشمل لحم البقر والدجاج ولحم الخنزير وسمك السلمون والتونة والروبيان والبيض.
مجموعة اللحوم هي واحدة من المجموعات الغذائية الرئيسية الموجودة في دليل الهرم الغذائي. العديد من العناصر الغذائية الموجودة في اللحوم يمكن أن تكون موجودة في أطعمة مثل البيض والبقول الجافة والمكسرات، وتوضع عادة مثل هذه الأطعمة في نفس مجموعة اللحوم، كبدائل اللحوم. وتشمل هذه التوفو (فول الصويا)، والمنتجات المصنعة التي تشبه اللحم أو السمك ولكن مع الصويا، والبيض، والجبن. بالنسبة لاولئك الذين لا يتناولون اللحوم أو المنتجات الحيوانية (انظر النباتيون، التغذي بالنباتات الصرفة، محرمات الطعام والشراب)، نظائر اللحوم، التوفو، الفول، العدس، الحمّص، المكسرات وغيرها من الخضروات الغنية بالبروتين مدرجة أيضاً في هذه المجموعة. يوصي الهرم الغذائي البالغين بتناول 2- 3 حصص يومياً. حصة واحدة من اللحم تعادل 4 أوقية (110غرام)، بحجم مجموعة أوراق اللعب.

### جدال
العديد من خبراء التغذية، مثل اختصاصي تغذية هارفارد Harvard الدكتور والتر ويليت Walter Willett ، اعتقد أن هرم عام 1992 لا يعكس أحدث البحوث في علم التغذية. بعض الخيارات الغذائية التي تم ربطها مع أمراض القلب، مثل ثلاثة أكواب من الحليب كامل الدسم وأوقية 8(230غرام)، حصة من الهمبرغر يومياً، أبيح بإدراجه في أسفل الهرم من الناحية التقنية.الهرم أيضاً يفتقر إلى التمايز داخل المجموعة الغنية بالبروتين («اللحوم، الدواجن، السمك، البقول الجافة، البيض، والمكسرات»).
بعض الكميات الموصى بها من الانواع المختلفة للطعام في الهرم القديم حظيت أيضاً بانتقاد بعدم الوضوح. على سبيل المثال، يوصي الهرم بـ 2-3 حصص من المجموعة الغنية بالبروتين، ولكن المراد أن يكون هذا هو الحد الأقصى. يوصي الهرم بـ 2-4 حصص من الفاكهة، ولكن المراد أن تكون هذه هي الحد الأدنى.
مجموعة الدهون ككل قد وضعت في قمة الهرم، تحت إشراف لتناول الطعام بأقل قدر ممكن، والتي هي معضلة إلى حد كبير. تحت الدليل، على المرء أن يأخذ على عاتقه تفادي الدهون والأطعمة الدهنية، والتي يمكن أن تؤدي إلى مشاكل صحية. لأحد، الدهون ضرورية في الاستدامة العامة للشخص. وتشير البحوث إلى أن الدهون غير المشبعة تساعد في انقاص الوزن، والحد من خطر مرض القلب،  وانخفاض نسبة السكر في الدم، وحتى في خفض الكولسترول. هذه الدهون يمكن العثور عليها في زيت الزيتون، والمكسرات،  البيستو(صلصة إيطالية خضراء مصنوعة من الريحان والصنوبر والثوم وزيت الزيتون)، والمأكولات البحرية (بما في ذلك الأسماك والروبيان والحبار، والقريدس وغيرها الكثير)  والأفوكادو. أيضاً، مغذية طويلة الأمد، وتساعد على الحفاظ على نسبة السكر في الدم بمستوى ثابت. علاوة على ذلك، تساعد هذه الدهون وظيفة المخ كذلك.
العديد من الكتب ادعت مؤخراً أن الجمعيات الغذائية والزراعية تمارس سلطة سياسية غير مبررة على وزارة الزراعة الأمريكية. وقد اتهمت الصناعة الغذائية، مثل شركات الحليب، بالتأثير على وزارة الزراعة الأمريكية في جعل البقع الملونة على الهرم الغذائي الذي أنشئ حديثاً أكبر لمنتجاتهم خاصة. ادعى قسم الحليب ليكون أسهل للمعرفة في الأقسام الستة للهرم، مما يجعل الأفراد يعتقدون أن المزيد من الحليب ينبغي أن يستهلك على أساس يومي مقارنة مع الآخرين. وعلاوة على ذلك، فإن إدراج الحليب كمجموعة في حد ذاته يعني أنه جزء أساسي من نظام غذائي صحي، بصرف النظر عن العديد من الناس لا يتحملون اللاكتوز، أو يختاروا الامتناع عن الألبان، وعدد من الثقافات التي قد استنزفت تاريخياً وجدت القليل من منتجات الالبان. ويقول جويل فورمان Joel Fuhrman في كتابه كُل لتعيش Eat to Live أن دافعي الضرائب الأمريكيين يجب أن يساهموا بـ 20 مليار دولار لدعم الأسعار للتقليل الظاهر لأسعار علف الماشية لصالح صناعة الألبان ولحم البقر ولحم العجل، ومن ثم دفع الفواتير الطبية للسكان الذين يعانون من زيادة الوزن. ويسأل إذا كانت وزارة الزراعة الأمريكية تحت تأثير صناعة المولد الغذائية، وذلك لأن الهرم الغذائي على أساس علمي يجب أن تكون الخضروات في أساسها.
دفعت هذه الخلافات إلى إنشاء أهرامات لجماهير محددة، ولاسيما بعض الأهرامات للحميات النباتية.

### البدائل
مدرسة هارفارد للصحة العامة اقترحت هرم للأكل الصحي، والذي يشمل الكالسيوم والمكملات الغذائية المتعددة الفيتامينات وكذلك كميات معتدلة من الكحول، كبديل عن دليل الهرم الغذائي. العديد من المراقبين الذين اعتقدوا أن هرم هارفارد يتابع نتائج دراسات التغذية التي نشرت في المجلات العلمية لاستعراض الأقران بشكل وثيق [بحاجة لمصدر] ولكن في كتاب رحلتهم الرائعة: تعيش طويلاً يكفي لتعش إلى الأبد، نشرت عام 2004، راي كورزويل Ray Kurzweil وتيري غروسمان Terry Grossman (دكتوراة في الطب). أشاروا إلى فشل المبادئ التوجيهية الواردة في هرم هارفارد في التمييز بين الزيوت الصحية وغير الصحية. وبالإضافة إلى ذلك ، يتم إعطاء أطعمة الحبوب الكاملة أولوية أكثر من الخضروات، والتي لا ينبغي أن تكون على هذا الحال، كما أن الخضروات تضمن انخفاض نسبة السكر في الدم. وهناك ملاحظات أخرى أن الأسماك يجب أن تحظى بأولوية أعلى نظراً لارتفاع محتواها من الاوميغا3 ، وينبغي استبعاد منتجات الألبان عالية الدسم. وكبديل لذلك، دعا الكاتب إلى هرم غذائي جديد، مؤكداً على انخفاض نسبة السكر في الدم للخضروات، الدهون الصحية، مثل الافوكادو، المكسرات والبذور، البروتينات الحيوانية الخالية من الدهون، والأسماك، وزيت الزيتون البكر الممتاز.
الهرم الغذائي لجامعة ميتشيغان Michigan للطب التكاملي للشفاء يؤكد على الخيارات ذات الأصل النباتي والتنوع والتوازن. ويشمل أقسام للتوابل والمياه وكذلك الدهون الصحية.

رمز دليل طبقي الغذائي طبقي الصحي.

طبقي الصحي (MyPlate) هو دليل التغذية الحالية التي نشرتها وزارة الزراعة في الولايات المتحدة ، والتي تصور مكان الإعداد مع لوحة وزجاج مقسمة إلى خمس مجموعات غذائية.حلت محل دليل هرمي (MyPyramid) لوزارة الزراعة الأمريكية في 2 يونيو 2011، وإنتهاء 19 عام لمخططات الهرم الغذائي لوزارة الزراعة الأمريكية.

## عجلة التوازن الغذائي
عجلة التوازن الغذائي تقترح تفسيرًا بديلاً لتوصيات الهرم الغذائي الإرشادي الخاص بوزارة الزراعة الأمريكية بشأن تناول الطعام المتوازن. وهذا النموذج الذي نشأ بالفعل في البرتغال في عام 1977م، وتمت مواءمته من قِبل المؤلف آرت دراجون (Art Dragon) يحول مبادئ الهرم الغذائي من التنسيق الرقمي إلى العرض المرئي الذي قد يكون أكثر سهولة للوصول إليه من قِبل المستخدمين المهتمين بتناول الطعام المتوازن.

### خلفية تاريخية
تقديم المجموعات الغذائية على شكل هرم هو مفهوم رائع، ولكن التنفيذ الكامل للمبادئ التوجيهية ينطوي بطريقة أو بأخرى على تتبع الطعام الذي يتم تناوله طوال اليوم، وربط كل عنصر مع مجموعة غذائية محددة، والمقارنة بين إجمالي الوجبات داخل كل مجموعة وفقًا للتوصيات، وتعديل الوجبات عند الضرورة.
وتم تطوير نموذج عجلة التوازن الغذائي لتوفير بديل أكثر وضوحًا، على افتراض أن معظم الناس سيكونون أكثر ميلاً لاستخدام طريقة تتطلب قدرًا أقل من الحساب والتسجيل والمقارنة.

### النظرية
يمكن تمثيل المكونات المشتركة لمختلف المجموعات الغذائية كسلسلة من القضبان الشعاعية للعجلة. ويمكن تقدير حجم هذه القضبان الشعاعية بعد ذلك وفقًا لنفس النسب تقريبًا الموجودة في حصص المجموعة الغذائية في الهرم الغذائي. وهذا سوف يحول العمل الروتيني لسرد الأطعمة التي يتم تناولها في كل وجبة إلى مهمة أسهل بكثير تتمثل في ترتيب الحصص الغذائية في الفتحات المتاحة حول المحيط الخارجي للعجلة. وفي إطار هذا الترتيب، سوف يتيح اختيار الأطعمة متساوية الأبعاد من جميع أنحاء العجلة تلقائيًا مزيجًا متوازنًا من العناصر الغذائية التي تعادل تلك العناصر الموصى بها من قِبل الهرم الغذائي. علاوة على ذلك، سوف يساعد ’توازن‘ العجلة عن طريق اختيار الأطعمة باستمرار من الفتحات الفارغة على ضمان تنوع المواد الغذائية.

### التطور
بدأ تصميم عجلة التوازن الغذائي بتعديل في مركز الهرم الغذائي، وهو ما يمثل البذرة التي تم اشتقاق العجلة منها. ويعكس مكان كل قضيب شعاعي في العجلة وحجمه النسبي المجموعات الغذائية وأحجام الحصص الخاصة بالهرم. والتسلسل الفريد للأطعمة المختلفة كان يقوم على جداول القيمة الغذائية للأطعمة الخاصة بوزارة الزراعة الأمريكية tables . ويعرض هذا الترتيب ثلاث فئات رئيسة من المواد الغذائية (البروتينات والكربوهيدرات والدهون) كسلسلة متصلة من الأغذية المختلفة تنتقل من واحدة إلى التالية استنادًا إلى النسب النسبية لكل عنصر غذائي. بالإضافة إلى ذلك، تم تعديل هذا النموذج ليفصل الأطعمة الليفية عن الأطعمة غير الليفية، ولوضع الأغذية التي تحتوي على الدهون المشبعة في ترتيب من الأدنى إلى الأعلى للمساعدة في توجيه المستخدم نحو الخيارات الغذائية الأكثر صحية.

### فوائد الاستخدام
عجلة التوازن الغذائي من شأنها أن:
- تكون بمثابة حالة مرئية لكيفية قيام المستخدم بموازنة الوجبات الأخيرة بشكل جيد.
- تتبع الأغذية التي تم تناولها مؤخرًا.
- اقتراح الأغذية لاختيارها للوجبات القليلة التالية.
- تشجيع التنوع الناتج عن اختيار الأغذية من الكثير من المجموعات المختلفة.
- يمكن استخدامها للوجبات الصغيرة أو الكبيرة أو المتعددة على مدار اليوم أو الأسبوع.

## وصلات أخرى
- USDA MyPlate & Food Pyramid Resources
- Tufts Researchers Update Their Food Guide Pyramid for Older Adults
- Modified MyPyramid for Older Adults